# 何宗勳
何宗勳（1966年3月16日—），台南人，台灣知名社會運動人物，參與過教改、動保、廢死、反核、反賭、反美牛等重大社會議題的社運抗爭。

## 生平

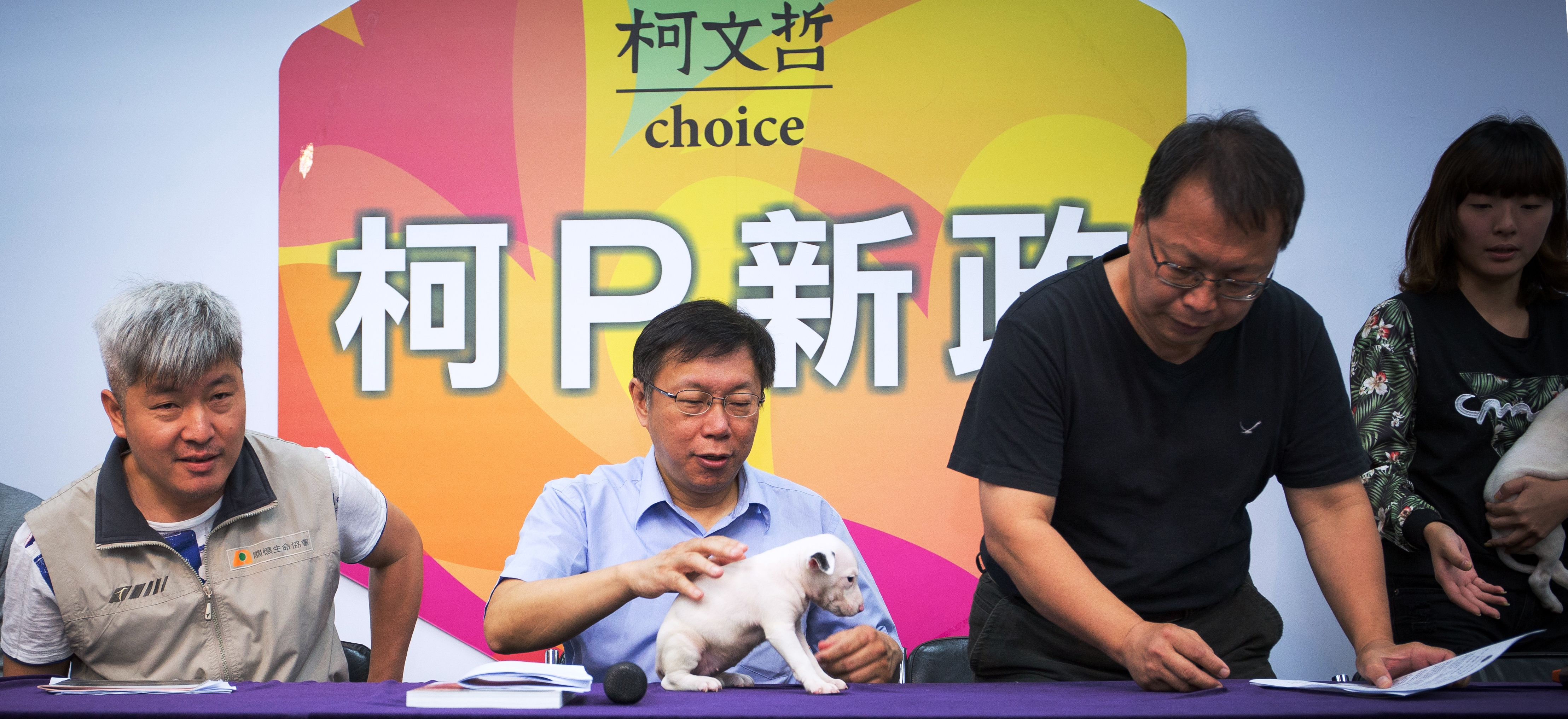
何宗勳（左一）與獨立臺北市長候選人柯文哲（左二）在「打造動物友善城市」記者會上

何宗勳出生於台南市，其祖父何添壽為地方仕紳。何宗勳畢業於東方工專美術工藝科，早年曾當過書法美術老師，也在蔡瑛珠開設的廣告公司工作過。後投身於社運界。
2010年，何宗勳發起評選「社運風雲人物」，該年（第1屆）得獎人是陳椒華與文魯彬。

## 外部連結
- 新頭殼何宗勳Blog（页面存档备份，存于）
- 何宗勳的Facebook專頁
- 何宗勳街頭抗爭 開書法個展
- 專訪何宗勳：監督“立法院”　我們玩真的 （页面存档备份，存于）